# Heteralonia lepidogastra
Heteralonia lepidogastra är en tvåvingeart som först beskrevs av Mario Bezzi 1912.  Heteralonia lepidogastra ingår i släktet Heteralonia och familjen svävflugor. Inga underarter finns listade i Catalogue of Life.